# WinRAR
A WinRAR egy fájltömörítő és -archiváló program Microsoft Windows operációs rendszerhez. Létezik hozzá parancssoros és grafikus felhasználói felület is. Képes beépülni a Windows Intézőbe. A WinRAR zárt forráskódú kipróbálható program a win.rar GmbH által szabott licenccel. Fő versenytársai a szintén zárt forráskódú, kipróbálható WinZip és az ingyenes és korlátozások nélkül használható 7-Zip programok. Elérhető 32 és 64 bites kiadásban is. Parancssoros változatban Linux, FreeBSD és macOS rendszeren is hozzáférhető. Androidra készült – grafikus felülettel is rendelkező – kiadása korlátozások nélkül szabadon használható. A próbaverzió 40 napig használható korlátozások nélkül. Utána felugró ablak figyelmeztet a próbaidő lejártára és kér a szoftver megvásárlására. Az egyfelhasználós licenc mellett elérhetők többfelhasználós kedvezményes változatok is.
A RAR-t 1993-ban adták ki. A WinRAR 1995-ben indult útjára. A WinZip fő versenytársává jobb tömörítési formátuma tette, amely kisebb fájlméret létrehozását tette lehetővé. Harmadiknak a WinAce csatlakozott a versenybe, ám végül sosem lett igazán népszerű a nagyközönség számára. A WinRAR és WinZip versengése máig megmaradt. Ingyenes alternatívakén a 7-Zip kapcsolódott be versenytársnak.

## Jellemzők
- RAR vagy ZIP archívumok készítése.
- ACE, ARJ, BZIP2, CAB, GZ, ISO, JAR, LHA, RAR, TAR, UUE, XZ, Z, ZIP, ZIPX, 7z archívumok kibontása.
- Ellenőrző összeg készítése ACE, ARJ, BZIP2, CAB, GZ, BZIP2, RAR, XZ, ZIP és 7z archívumok esetén.
- Többszálas processzorok lehetőségeinek kihasználása tömörítésnél (archiválásnál) és kitömörítésnél (archívum kicsomagolásánál)

RAR archívumok létrehozása esetén:
- Maximális fájlméret: 16 EiB, vagyis kb. 1,8·1019 bájt, azaz 18 millió TB (terabájt)
- Tömörítési könyvtár 1 MiB – 1 GiB
- Beállítható 256 bites BLAKE2 fájl hash, amivel lecserélhető a 32 bites CRC32 fájl ellenőrző összeg
- Megadható 256 bites AES titkosító kulcs
- Opcionális lehetőségként redundáns archívumok készítése a sérült archív fájlok helyreállításának javításához
- Több fájlra osztott archívumok készítése
- Paraméterezhető, önkicsomagoló archívumok készítése
- A fejlett NTFS fájlrendszer-beállítások támogatása
- Maximális útvonalhossz: 2048 karakter (UTF-8 formátumban tárolva)
- Archiválási megjegyzés létrehozásának lehetősége (UTF-8 formátumban tárolva)
- Időbélyegző lehetőség: létrehozás, utolsó elérés
- Fájldokumentáció létrehozásának lehetősége

## Történet
- A RAR és az UNRAR parancssoros programot 1993 őszén jelentették be.
- A WinRAR 1.54b korai fejlesztési verzió 1995-ben jelent meg Windows 3.x szoftverként.
- 2.50-es MS-DOS verzió (1999): az utolsó, amely támogatja az MS-DOS és OS/2-et 16 bites x86-os processzorokon (8086-kompatibilis).
- 3.00-s verzió (2002-05): bevezette az új RAR3 archív formátumot. Az új archívumokat nem kezelik a WinRAR régebbi verziói.
- 3.41-es verzió (2004-12): elhozta a Linux .Z architektúra a GZIP és a BZIP2 támogatását. Az új lehetőségek közé tartozik a teljes fájl elérési útvonalának tárolása és a tömörített NTFS fájlok helyreállítása.
- 3.50-es verzió (2005-08): támogatást biztosított a program felületének témázásához és a Windows XP Professional x64-es kiadásához.
- 3.60-as verzió (2006-08): többszálú tömörítési algoritmus került bevezetésre, amely javítja a tömörítési sebességet, kétmagos vagy Hyper-threading-képes processzorral rendelkező rendszerek esetén.
- 3.80-as verzió (2008-09): támogatja az UTF-8 Unicode fájlneveket tartalmazó ZIP archívumokat.
- 3.90-es verzió (2009-05): a többszálas működést továbbfejlesztették, és támogatottá vált x86-64 architektúra, valamint a Windows 7 operációs rendszer.
- A 3.91-es verzió az utolsó kiadás, amely támogatja a valenciaiakat. (?)
- A 3.92-es verzió az utolsó kiadás, amely támogatja a szerb latin nyelvet. (?)
- A 3.93-as MS-DOS verzió MS-DOS és OS/2 verzió az IA-32 processzorokon (80386 ekvivalens és újabb). Támogatja a 8.3 karakteres MS-DOS szabványú fájlnevet, Windows DOS-ban (kivéve Windows NT esetén), és az RSX DPMI kiterjesztőt használja.
- 4.00-s verzió (2011-03): akár 30%-kal gyorsult a kitömörítés. A Windows 98, a Windows ME és a Windows NT kikerült a támogatásból. A használathoz innentől legalább Windows 2000 kellett.
- 4.10-es verzió (2012-01): kikerült minden ZIP korlátozás, amely korlátlan számú fájl- és archívumméretet teszi lehetővé ZIP archívumoknál. A WinRAR most már többváltozós ZIP fájlok létrehozását is lehetővé teszi. A ZIP archívumok készítésénél is támogatottak lettek az Unicode fájlnevek.
- 4.20-as verzió (2012-06): SMP módban a tömörítési sebesség jelentősen megnőtt, de ez a javulás megnövekedett memóriahasználatot eredményezett. A ZIP tömörítés most is SMP-t használ. Az alapértelmezett SMP mód nem képes kezelni a szöveget; a szöveges tömörítés jelentősen rosszabb, kivéve, ha további kapcsolókat használnak. A Windows 2000 kompatibilitást is eltávolították.
- 5.00-s verzió (2013-09): megjelenik a RAR5 archiválási eljárás. A RAR5-tel tömörített archívumokat nem tudják kezelni a WinRAR régi verziói. A RAR 5 formátum javítja a többmagos processzorok kihasználtságát, és akár 1 GiB-nél nagyobb könyvtárméret is hozzáadható a 64 bites archívumokhoz. Különleges tömörítési algoritmusokkal optimalizáltak az RGB bittérképeket, nyers audiofájlokat.
- 5.50-es verzió (2017-08): támogatja a mester jelszó használatát, amely a WinRAR-ban tárolt jelszavak titkosítására használható. Az alapértelmezett RAR formátum változik az 5. verzióra. Hozzáadja a Lzip archívumok kicsomagolásának támogatását, a nagy pontosságú fájlok időbélyegét, hosszabb fájlneveket és nagyobb fájlméreteket a TAR archívumok számára.
- 5.60-as verzió (2018-06): javult a védett RAR5 archívumok javítása. A ZIP archív megjegyzések kódolásának automatikus felismerése. GZIP fájlok felismerése tetszőleges korábbi adatokkal, mint tényleges GZIP archívum.

## Biztonság
Széles körben jelentették, hogy a WinRAR v5.21 és korábbi verziói távoli kódvégrehajtási lehetőséget (RCE) tartalmaznak, amely lehetővé teheti egy távoli támadó számára, hogy az rosszindulatú kódot helyezzen egy felhasználó által létrehozott önkicsomagoló végrehajtható (SFX) fájlba.
Az 5.31-et megelőző verziókkal létrehozott önkicsomagoló archívumok (beleértve a WinRAR végrehajtható telepítőjét is) sérülékenyek a DLL hijacking támadással szemben: UXTheme.dll, RichEd32.dll és RichEd20.dll nevű DLL-eket tölthetnek be és használhatnak, ha ugyanabban a mappában vannak, mint a végrehajtható fájl.
("Minden programnál érdemes a legfrissebb verziót használni és sose bízzunk meg egy ismeretlen forrásból származó futtatható fájlban!")

## Licenc
A szoftvert teljes funkcionalitású formában kerül terjesztésre, és 40 napig használható díjmentesen. Kínában hivatalosan 2015-től személyes célokra szabadon felhasználható kiadást biztosítanak.
A RAR formátumú tömörítési (archiválási) eljárás használati jogáról a RarLab dönt. A kitömörítési eljárás szabadalmaztatott C++ forráskódját viszont szabadon felhasználhatóvá tette. Így más szoftverek is felhasználhatják azt, amely lehetővé teszi más programok számára is a RAR archívumok kicsomagolási eljárásának szabad használatát.
Az Android RAR ingyenesen használható, viszont hirdetéseket tartalmaz. Ezek eltávolítása fizetés ellenében lehetséges.

## Easter egg
A WinRAR Súgó menüjében a Névjegy pontra kattintva előhívható a program névjegyablaka, mely meglepetést is tartogat.
Az 5.50-es verzióig a WinRAR logójára kattintva az óceán hullámzik. A SHIFT billentyűt nyomva tartva, az egérrel a logóra kattintva egy vitorlás jelenik meg a logó jobb oldalán.
Az 5.60-as verzióban a logóra kattintva delfinek ugrándoznak és egy hajó balról jobbra átúszik, majd kis idő múlva vissza, és ez így ismétlődik. Később színes madarak is átrepülnek a logó felső részén.
A program ikonjára kattintva az leesik és pattog, mint egy leejtett labda, míg szép lassan meg nem áll az ablak alján.